# Johannes Vahlen
Johannes Vahlen (Bonn, 27 settembre 1830 – 30 novembre 1911) è stato un filologo classico tedesco, padre del matematico Theodor Vahlen (1869-1945).

## Biografia
Nel 1852 si laureò all'Università di Bonn dove aveva studiato filologia classica. Nel 1856 divenne professore associato all'Università di Breslavia e nel 1858 professore ordinario all'Università di Friburgo. In breve tempo passò ad insegnare all'Università di Vienna dove nel 1862 divenne membro della Accademia delle Scienze austriaca. A partire dal 1874 fu professore di filologia classica all'Università di Berlino dove fu anche membro dell'Accademia delle Scienze prussiana.
Vahlen fu specialista di letteratura latina e greca e pubblicò opere su un vasto gruppo di autori antichi come Aristotele, Ennio, Orazio, Plauto e Gneo Nevio. Egli è particolarmente noto per opere interpretative della Poetica di Aristotele e dei frammenti di Ennio (Ennianae poesis reliquiae).
Nel 1913 la biblioteca di Vahlen, costituita da oltre 10.000 volumi di classici antichi, venne acquistata dall'Università dell'Illinois.

## Opere (selezione)
- Ennianae poesis reliquiae (1854)
- Naevii de bello punico reliquiae
- Laurentii Vallae opuscula tria (1864)
- Aristotele, De arte poetica (1867)
- Cicerone, De legibus (1871)